# Marko Orlandić

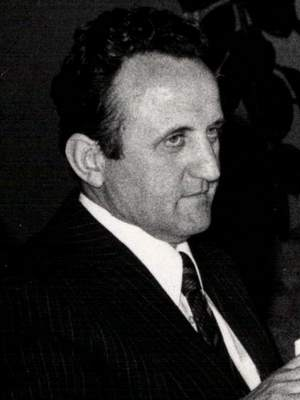
Marko Orlandić

Marko Orlandić (Montenegrijns: Марко Орландић) (Seoca, 28 september 1930 – Podgorica, 20 december 2019), was een Montenegrijns en Joegoslavisch politicus.
Hij sloot zich in 1948 aan bij de Joegoslavische Communistenbond (JCB). Van 1978 tot 1982 en van 1985 tot 1990 was Orlanditsj lid van het Centraal Comité van de JCB, daarnaast vervulde hij leidinggevende functies binnen de Montenegrijnse Communistenbond (MCB). 
Orlandić was van 7 mei 1983 tot 7 mei 1984 president van de Presidentiële Raad van de Montenegrijnse Socialistische Republiek. Van 30 juli 1984 tot mei 1986 was hij voorzitter van de MCB. In juli 1986 werd hij in het Presidium (= Politbureau) van JCB gekozen.
Orlandić was een typische vertegenwoordiger van het Joegoslavisme (ofwel de multinationale staat) en gekant tegen het opkomend nationalisme.
- Gemeinsame Normdatei: 12984232X
- International Standard Name Identifier: 0000 0000 7873 2165
- Library of Congress Control Number: nb2003091197
- Virtual International Authority File: 21655458
- WorldCat: E39PBJf8tVyCtWxRqVDPkw97HC